# درانیاگالا
درانیاگالا (به لاتین: Deraniyagala) یک منطقهٔ مسکونی در سری‌لانکا است که در استان ساباراگامووا واقع شده‌است.